# كراوات عنقودية
كراوات عنقودية (الاسم العلمي: Botryosphaeriaceae)، فصيلة فطريات زقية. وهي الفصيلة الوحيدة الممثلة لرتبة الكراوات العنقودية. وفقًا لتقديرات عام 2008، تحتوي الفصيلة على 26 جنسًا وأكثر من 1500 نوع.